# Liste der Bodendenkmäler in Vilgertshofen
Auf dieser Seite sind die Bodendenkmäler in der oberbayerischen Gemeinde Vilgertshofen zusammengestellt. Diese Tabelle ist eine Teilliste der Liste der Bodendenkmäler in Bayern. Grundlage ist die Bayerische Denkmalliste, die auf Basis des Bayerischen Denkmalschutzgesetzes vom 1. Oktober 1973 erstmals erstellt wurde und seither durch das Bayerische Landesamt für Denkmalpflege geführt wird. Die folgenden Angaben ersetzen nicht die rechtsverbindliche Auskunft der Denkmalschutzbehörde.

## Bodendenkmäler der Gemeinde Vilgertshofen

### Bodendenkmäler in der Gemarkung Issing
| Lage                                    | Objekt | Akten-Nr.     | Bild                       |
| --------------------------------------- | --- | ------------- | -------------------------- |
| Issing Reichlinger Straße 11 (Standort) | Untertägige frühneuzeitliche Befunde im Bereich der Katholischen Pfarrkirche St. Margaretha in Issing. Siehe auch: St. Margaretha (Issing), Issing (Vilgertshofen) | D-1-8031-0146 | weitere Bilder             |
| Issing (Standort)                       | Befestigte Höhensiedlung vor- und frühgeschichtlicher Zeitstellung.                                                                                                | D-1-8031-0154 | Bodendenkmal D-1-8031-0154 |

### Bodendenkmäler in der Gemarkung Ludenhausen
| Lage                   | Objekt                                       | Akten-Nr.     | Bild |
| ---------------------- | -------------------------------------------- | ------------- | ---- |
| Ludenhausen (Standort) | Verebneter Turmhügel des hohen Mittelalters. | D-1-8031-0016 |      |

### Bodendenkmäler in der Gemarkung Mundraching
| Lage                                 | Objekt | Akten-Nr.     | Bild           |
| ------------------------------------ | --- | ------------- | -------------- |
| Mundraching Bergstraße 14 (Standort) | Untertägige mittelalterliche und frühneuzeitliche Befunde im Bereich der Katholischen Filialkirche St. Vitus in Mundraching und ihrer Vorgängerbauten. | D-1-8031-0098 | weitere Bilder |
| Mundraching Kapellenweg 7 (Standort) | Untertägige frühneuzeitliche Befunde im Bereich der Katholischen Kapelle St. Antonius in Mundraching.                                                  | D-1-8031-0142 | weitere Bilder |
| Mundraching (Standort)               | Siedlung vor- und frühgeschichtlicher Zeitstellung. | D-1-8031-0155 |                |
| Mundraching (Standort)               | Grabhügel vorgeschichtlicher Zeitstellung. | D-1-8031-0182 |                |
| Mundraching (Standort)               | Grabhügel vorgeschichtlicher Zeitstellung. | D-1-8031-0183 |                |

### Bodendenkmäler in der Gemarkung Pflugdorf
| Lage                                            | Objekt | Akten-Nr.     | Bild           |
| ----------------------------------------------- | --- | ------------- | -------------- |
| Pflugdorf (Standort)                            | Verebneter Grabhügel vorgeschichtlicher Zeitstellung. | D-1-8031-0059 |                |
| Pflugdorf Kirchsteig 1; Kirchsteig 3 (Standort) | Untertägige spätmittelalterliche und frühneuzeitliche Befunde im Bereich der Katholischen Filialkirche St. Laurentius in Pflugdorf und ihres Vorgängerbaus. Siehe auch: St. Laurentius (Pflugdorf), Pflugdorf | D-1-8031-0144 | weitere Bilder |

### Bodendenkmäler in der Gemarkung Stadl
| Lage                                 | Objekt | Akten-Nr.     | Bild           |
| ------------------------------------ | --- | ------------- | -------------- |
| Stadl (Standort)                     | Verebnete Grabhügel vorgeschichtlicher Zeitstellung. | D-1-8031-0060 |                |
| Stadl Schmiedberg 2 (Standort)       | Untertägige spätmittelalterliche und frühneuzeitliche Befunde im Bereich der Katholischen Pfarrkirche St. Johannes d.T. in Stadl Altorts und der Kirche von Stadl und ihres Vorgängerbaus. Siehe auch: St. Johannes der Täufer (Stadl), Stadl (Vilgertshofen) | D-1-8031-0148 | weitere Bilder |
| Stadl Raiffeisenstraße 17 (Standort) | Untertägige frühneuzeitliche Befunde im Bereich der Katholischen Kapelle St. Leonhard in Stadl. | D-1-8031-0149 | weitere Bilder |
| Stadl Ulrichstraße 6 (Standort)      | Untertägige mittelalterliche und frühneuzeitliche Befunde im Bereich der Katholischen Filial- und Wallfahrtskirche zur Schmerzhaften Muttergottes in Vilgertshofen und ihrer Vorgängerbauten. Siehe auch: Zur Schmerzhaften Muttergottes (Vilgertshofen)      | D-1-8031-0151 | weitere Bilder |